# Mendy Cahan
Mendy Cahan (hebräisch מנדי כהאן, geboren 1963 in Antwerpen) ist ein israelischer Literaturwissenschaftler und Förderer des Jiddischen, vor allem als Sammler jiddischer Bücher.

## Leben
Mendy Cahan wuchs als Kind von Holocaustüberlebenden in Belgien auf. In seinem Elternhaus wurde Jiddisch gesprochen. Im Jahr 1980 ging Cahan zum Studium in einer Yeshiva nach Israel. Er brach diese religiöse Ausbildung ab und studierte französische Literatur, deutsche und vergleichende Literaturwissenschaften, Philosophie und Politikwissenschaft an der Hebräischen Universität in Jerusalem. Seither arbeitet er als Schauspieler, unter anderem am Gesher Theater in Tel Aviv, und als Klezmersänger.

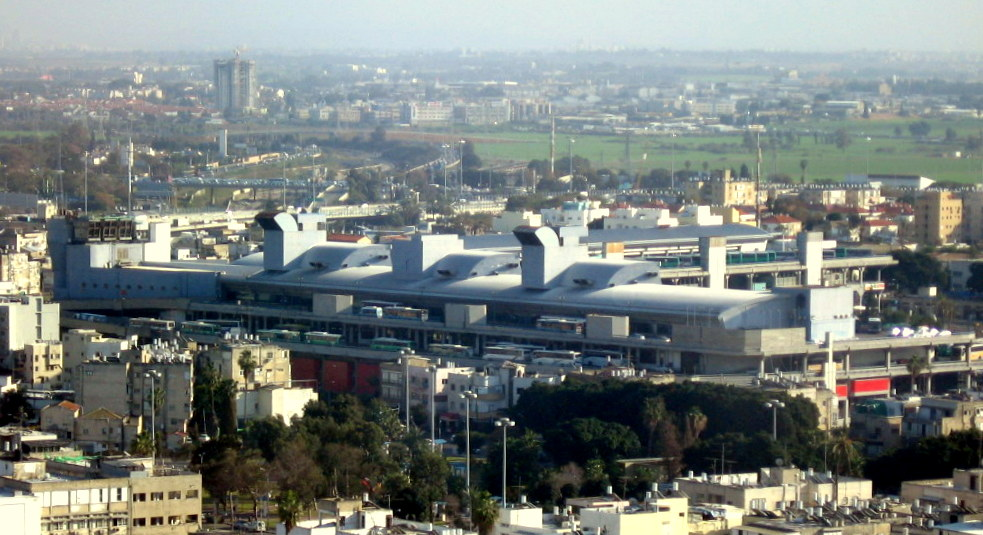
Die Zentrale Busstation in Tel Aviv mit 230.000 m² Fläche, darin versteckt eine Ecke mit 60.000 jiddischen Büchern

1993 begann Mendy Cahan, antiquarische jiddische Bücher zu sammeln; während er als Rundfunksprecher bei Radio Kol Israel jobbte, bat er öffentlich um Buchspenden. 2003 zog er mit seinem Bücherschatz in die Kellerräume der Assoziation für jiddische Journalisten und Schriftsteller. 2006 gründete Cahan in angemieteten Räumen im fünften Stock des Zentralen Omnibusbahnhofs von Tel Aviv das „Yung Yidish Book Museum“, in dem sich bis 2016 rund 60.000 Bände jiddischer Literatur angesammelt haben. Die Räume dienen auch der Kulturinitiative „Yung Yidish“ als Veranstaltungsraum.
Cahan ist einer der Gründer des „Vilnius Yiddish Institutes“ in Litauen, das an der Universität Vilnius einen Sommerkurs in Jiddisch anbietet. Cahan singt auch Klezmermusik und hat 2008 seine eigene Übersetzung von Jacques Brels Ne me quitte pas als Los mich nischt alejn (לאָז מיך נישט אַלײן) eingespielt.
2015 beriet er den ungarischen Regisseur László Nemes bei der Vorbereitung von dessen Spielfilm über den Holocaust im Vernichtungslager Auschwitz, der 2015 unter dem ungarischen Originaltitel Saul fia herauskam. Cahan übernahm die Aufgabe, in dem Skript die jiddischen Dialoge zu schreiben. Er zog dafür die Forschungen der Linguisten Israel Kaplan und Nachman Blumental heran, die kurz nach der Befreiung des Lagers die Sprachentwicklung des Jiddischen als Verkehrssprache unter den KZ-Insassen dokumentiert hatten. Cahan erhielt außerdem in dem Film eine Nebenrolle als Mitglied des Sonderkommandos der KZ-Häftlinge.

## Werke (Auswahl)
- Mendy Cahan & Der Yiddish Express: Yiddish Fever = Yidish fiver. CD. Tel Aviv : Yiśraʼel myuziḳ be-ʻe. m., 2005.